# Rato-preto
O rato-preto (Rattus rattus) é uma espécie de rato, pertencente à família dos Murídeos de distribuição generalizada e cosmopolita. O rato-preto é originário do Sudeste asiático, e depois passou a ser encontrado na Europa por volta do século VIII, na África no século XVI e na América do Norte no século XVII. Na América do Sul, chegou juntamente com as expedições dos primeiros exploradores, reportando-se os primeiros relatos a seu respeito a 1544, no Peru.

## Nomes
No Brasil e em Portugal, é conhecido como "rato-preto". Ainda no Brasil, dá pelo nome comum de "ratazana-negra", sendo ainda conhecida nas regiões Norte e Nordeste do Brasil por "gabiru". Em Portugal, também é conhecido como "ratazana-preta".
Mus rattus foi o nome científico proposto por Carl Linnaeus em 1758 para o rato-preto.

## Descrição

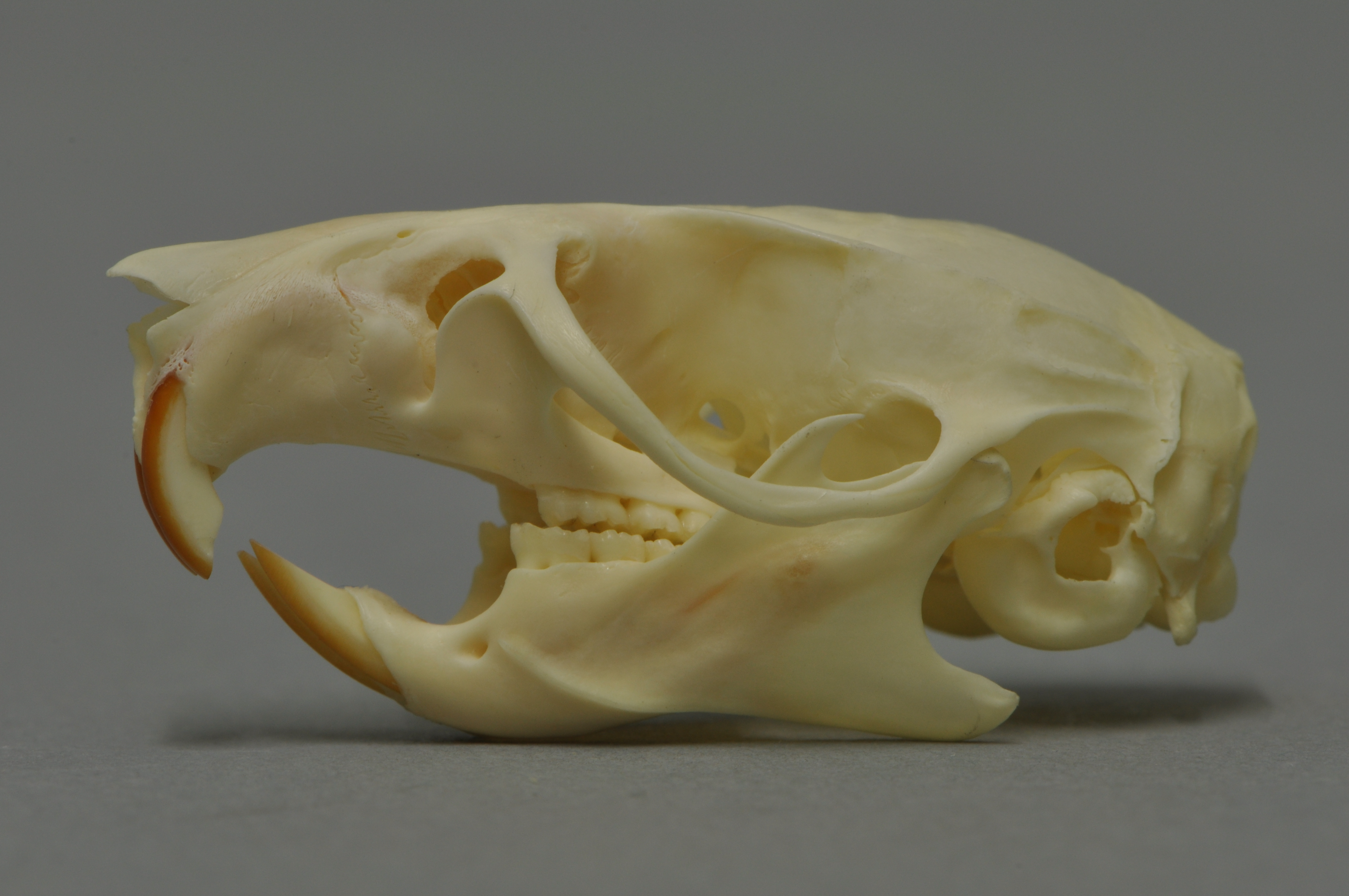
Crânio do rato-preto

Comparação do físico de um rato preto (Rattus rattus) com uma ratazana (Rattus norvegicus)

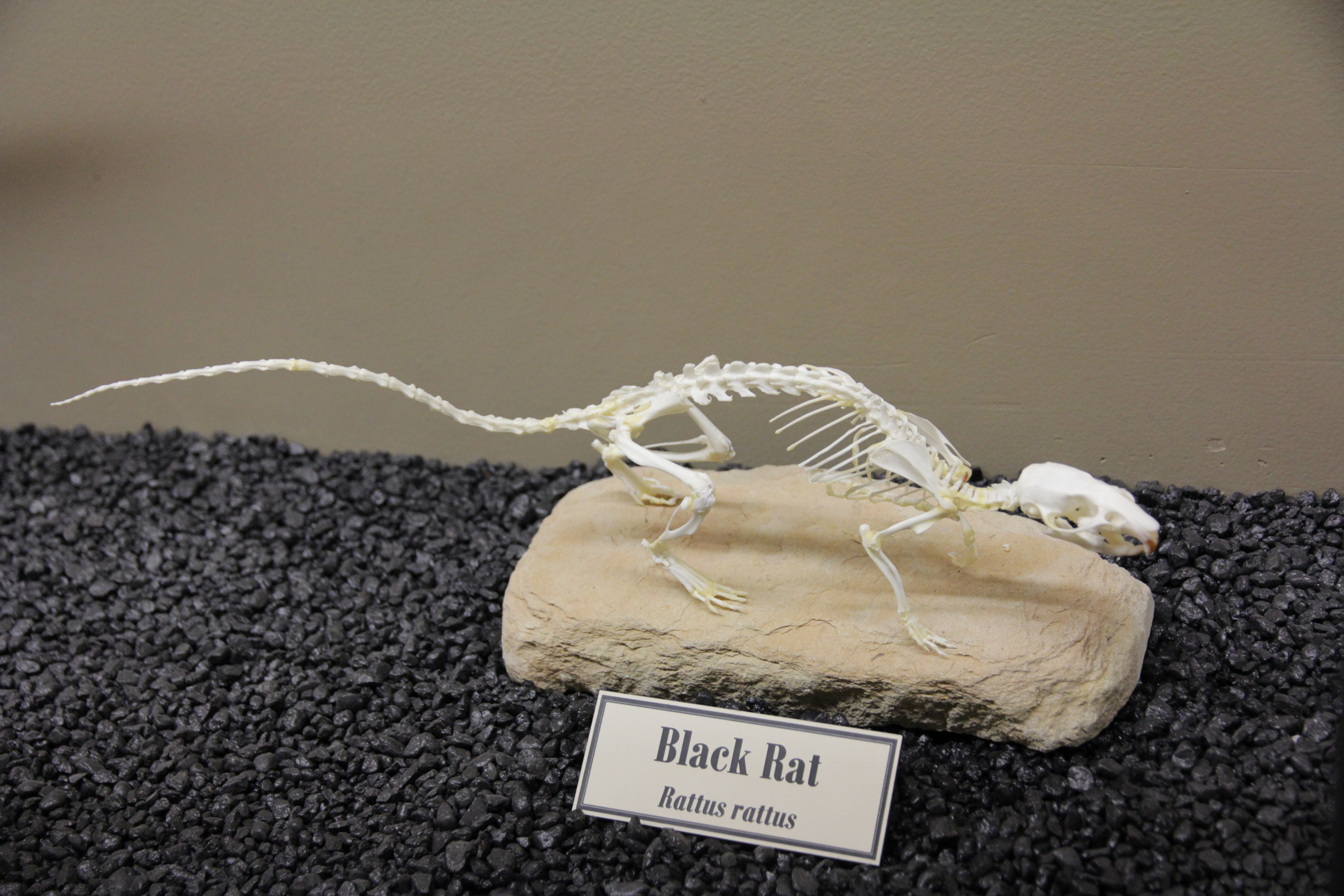
Esqueleto do rato-preto (en

Um típico rato-preto adulto tem de 12,75 a 18,25 de comprimento, sem contar a cauda de 15 a 22 cm, e pesa de 75 a 230 g, dependendo da subespécie. Apesar do nome, o rato preto apresenta várias formas de cores. Geralmente é de cor preta a marrom clara com uma parte inferior mais clara. Na Inglaterra durante a década de 1920, várias variações foram criadas e mostradas ao lado de ratazanas domesticadas. Isso incluiu uma variedade incomum de coloração verde.

## Origem
Restos de ossos de rato preto que datam do período normando foram descobertos na Grã-Bretanha. O rato-preto ocorreu na Europa pré-histórica e no Levante durante os períodos pós-glaciais. A origem específica do rato-preto é incerta devido ao seu desaparecimento e reintrodução. Evidências como DNA e fragmentos ósseos também indicam que não se originou na Europa, mas migrou do Sudeste Asiático, possivelmente da Malásia. Provavelmente se espalhou pela Europa na esteira da conquista romana. Possivelmente, a especiação ocorreu quando colonizou o sudoeste da Índia, que era o principal país de onde os romanos obtinham suas especiarias. Como o rato-preto é um viajante passivo, poderia facilmente ter viajado para a Europa durante o comércio entre Roma e os países do sudoeste asiático. O rato-preto na região do Mediterrâneo difere geneticamente de seu ancestral do Sudeste Asiático por ter 38 em vez de 42 cromossomos. É um vetor resiliente para muitas doenças devido à sua capacidade de reter muitas bactérias infecciosas em seu sangue. Ele desempenhou um papel primordial na disseminação de bactérias contidas em pulgas em seu corpo, como a bactéria da peste (Yersinia pestis) que é responsável pela Praga de Justiniano e a Peste Negra.
Um estudo publicado em 2015 indica que outros roedores asiáticos serviram como reservatórios da praga, a partir dos quais as infecções se espalharam até o oeste da Europa por meio de rotas comerciais, terrestres e marítimas. Embora o rato-preto fosse certamente um vetor de peste nos portos europeus, a propagação da praga para além das áreas colonizadas por ratos sugere que a praga também circulou por humanos depois de chegar à Europa.

## Distribuição ehabitat
O rato-preto originou-se na Índia e no Sudeste Asiático, e se espalhou para o Oriente Próximo e Egito, e depois por todo o Império Romano, chegando à Grã-Bretanha já no século I d.C. Os europeus posteriormente espalharam-no por todo o mundo. O rato-preto está confinado em áreas mais quentes, tendo sido suplantado pela ratazana em regiões mais frias e áreas urbanas. Além de a ratazana ser maior e mais agressiva, a mudança de estruturas de madeira e telhados de palha para construções de tijolos e telhas favoreceu as ratazanas escavadoras sobre os ratos-pretos arborícolas. Além disso, as ratazanas comem uma variedade maior de alimentos e são mais resistentes a climas extremos [en].
Populações de ratos-pretos podem aumentar exponencialmente sob certas circunstâncias, talvez tendo a ver com o momento da frutificação do bambu, e causar devastação nas plantações de agricultores de subsistência; esse fenômeno é conhecido como mautam em partes da Índia. Pensa-se que os ratos-pretos chegaram à Austrália com a Primeira Frota, e posteriormente se espalharam para muitas regiões costeiras do país.
Como o rato-preto é um escalador ágil, muitas vezes vive em lugares altos, como andares superiores de prédios em áreas povoadas, ou, em áreas florestais, palmeiras e árvores, como os pinheiros. Também pode viver em navios. Dependendo do habitat, os indivíduos podem ser arborícolas ou terrícolas. Seus ninhos são tipicamente esféricos e feitos de material triturado, incluindo gravetos, folhas, outra vegetação e tecidos. Na ausência de palmeiras ou árvores, eles podem se enterrar no solo. Ratos-pretos também são encontrados em cercas, lagoas, margens de rios, córregos e reservatórios.

## Comportamento e ecologia
O rato-preto tende a viver em grupos poligínicos com vários machos e fêmeas. Os machos dominantes têm maior acesso ao acasalamento e acasalam com mais frequência do que os machos subordinados. As fêmeas são geralmente mais agressivas que os machos, mas foram relatadas como sendo menos móveis. Ratos pretos exibem muitos comportamentos destrutivos. Esses animais tiram a casca das árvores, contaminam as fontes de alimentos humanos e são pragas em geral.

### Aninhamento
Através do uso de dispositivos de rastreamento, como transmissores de rádio, descobriu-se que os ratos ocupam tocas localizadas em árvores, bem como no chão. Na Floresta Puketi na região de Northland, na Nova Zelândia, os ratos foram encontrados formando tocas juntos. Os ratos parecem criar tocas e forragear em áreas separadas em sua área de vida, dependendo da disponibilidade de recursos alimentares. Uma pesquisa mostrou que, em Nova Gales do Sul, o rato-preto prefere habitar a serrapilheira do habitat florestal. Há também uma aparente correlação entre a altura do dossel e toras e a presença de ratos pretos. Essa correlação pode ser resultado da distribuição da abundância de presas, bem como refúgios disponíveis para ratos evitarem predadores. While this species' relative, the brown (Norway) rat prefers to nest near the ground of a building the black rat will prefer the upper floors and roof. Because of this habit they have been given the common name roof rat.

### Forrageamento
O rato preto exibe flexibilidade em seu comportamento de forrageamento. É uma espécie predadora e se adapta a diferentes micro-habitats. Frequentemente encontra-se e forrageia junto dentro e entre os sexos. Tende a forragear após o pôr-do-sol. Se o alimento não pode ser consumido rapidamente, ele procura um lugar para carregar e guardar para comer mais tarde. Embora coma uma ampla variedade de alimentos, é um alimentador altamente seletivo. Quando lhe é oferecida uma grande diversidade de alimentos, come apenas uma pequena amostra de cada um. Isso permite monitorar a qualidade dos alimentos que estão presentes durante todo o ano, como folhas, bem como alimentos sazonais, como ervas e insetos. Este método de operar em um conjunto de padrões de forrageamento, em última análise, determina a composição final de suas refeições. Além disso, ao amostrar os alimentos disponíveis em uma área, mantém um suprimento alimentar dinâmico, equilibra sua ingestão de nutrientes e evita intoxicações por compostos secundários.

### Doenças
Ratos-pretos (ou seus ectoparasitas) podem transportar vários patógenos, dos quais peste bubônica (através da Xenopsylla cheopis), tifo, doença de Weil, toxoplasmose e triquinose são os mais conhecidos. Havia-se a hipótese de que a suplantação de ratos-pretos por ratazanas levou ao declínio da Peste Negra; essa teoria, no entanto, foi preterida, pois as datas dessas suplantações não correspondem aos aumentos e diminuições dos surtos de pragas.
Os ratos servem como excelentes vetores de transmissão de doenças porque podem transportar bactérias e vírus em seus sistemas. Várias doenças bacterianas são comuns em ratos, como Streptococcus pneumoniae, Corynebacterium kutsheri, Bacillus piliformis, Pasteurella pneumotropica e Streptobacillus moniliformis. Todas essas bactérias são agentes causadores de doenças em humanos. Em alguns casos, essas doenças são incuráveis.

### Predadores
Predadores conhecidos do rato-preto variam dependendo do ambiente. Em áreas urbanas ou suburbanas, os gatos domésticos são a principal ameaça à sua sobrevivência. Em áreas menos povoadas, pássaros e outros animais carnívoros o atacam, como doninhas, raposas e coiotes. Esses predadores têm pouco efeito no controle da população de ratos pretos porque os ratos-pretos são escaladores ágeis e rápidos. Além da agilidade, o rato-preto também usa sua audição aguçada para detectar o perigo e fugir rapidamente de predadores mamíferos e aves. Uma possível adaptação anti-predador é a variedade de padrões de cores encontrados nesta espécie. Algumas evidências sugerem que a cor está relacionada à localização geográfica e, portanto, à capacidade de permanecer menos visível no ambiente local. Além disso, os ratos são frequentemente agressivos com outros ratos. O rato-preto tem uma típica pose de ameaça em que fica de pé e mostra os dentes.

## Declínio na população
Populações de Rattus rattus eram comuns na Grã-Bretanha, mas começaram a declinar após a introdução da ratazana no século XVIII. As populações permaneceram comuns em portos marítimos e grandes cidades até o final do século XIX, mas diminuíram devido ao controle de roedores e medidas de saneamento. As Ilhas Shiant [en] nas Hébridas Exteriores na Escócia são frequentemente citadas como a última população selvagem remanescente de R. rattus deixada na Grã-Bretanha, mas evidências demonstram que as populações sobrevivem em outras ilhas (por exemplo, Inchcolm [en]) e em áreas localizadas do continente britânico. Dados de 2016 da National Biodiversity Network mostram populações em todo o Reino Unido, particularmente em portos e cidades portuárias.
Desde 2015, o Projeto de Recuperação das Ilhas Shiant, uma iniciativa conjunta entre a RSPB e a Scottish Natural Heritage, está em andamento para erradicar as populações de Rattus rattus nas ilhas.

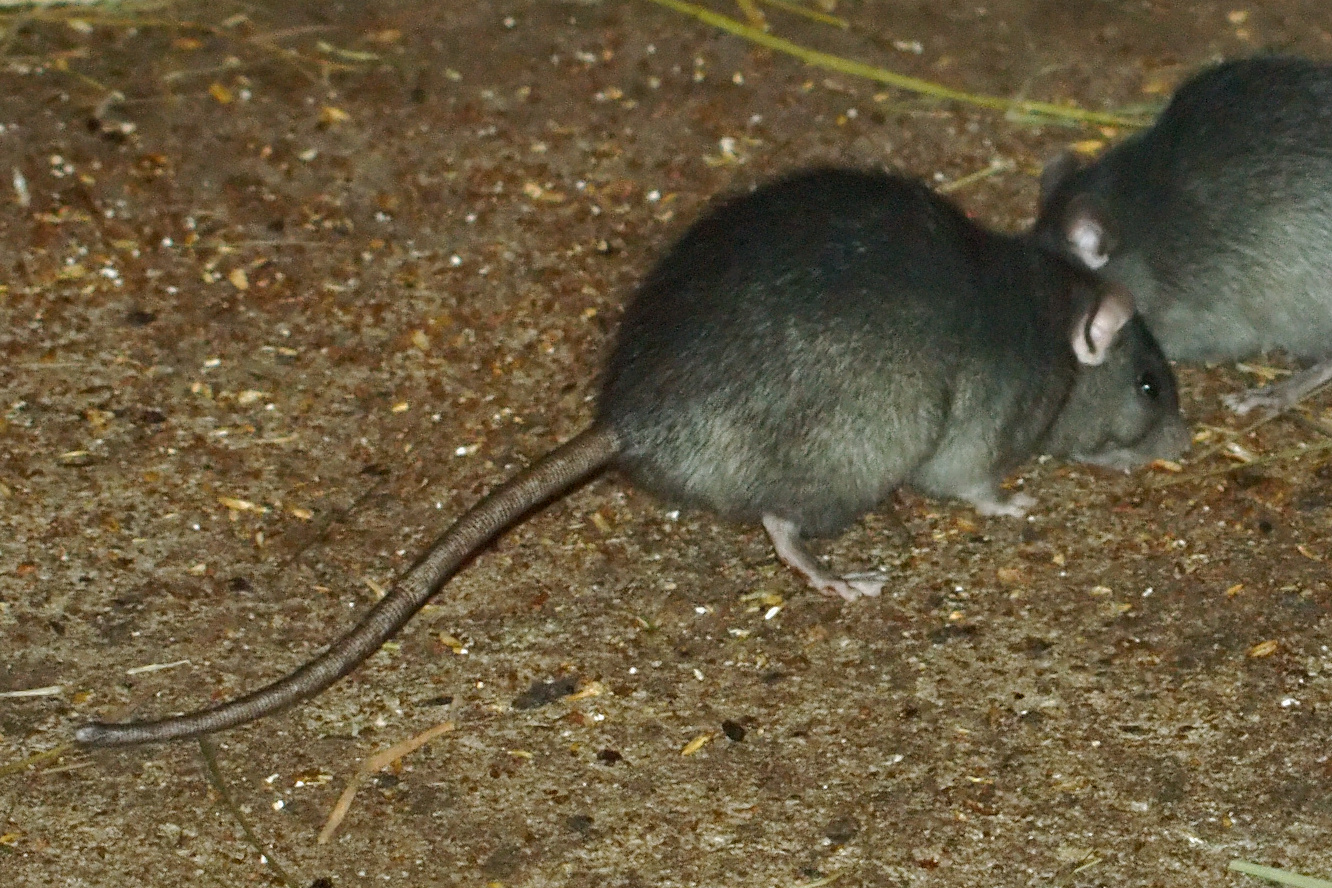
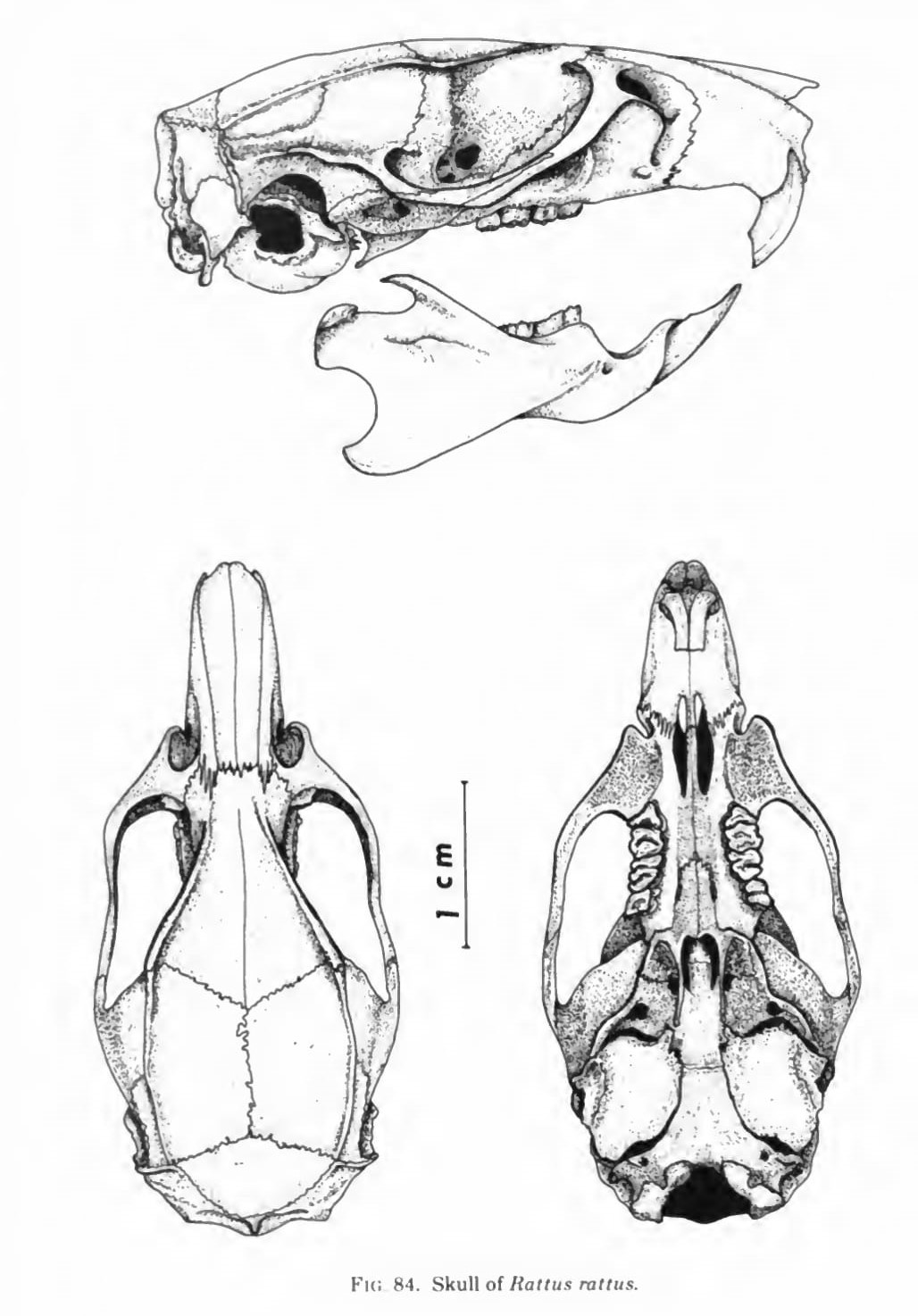
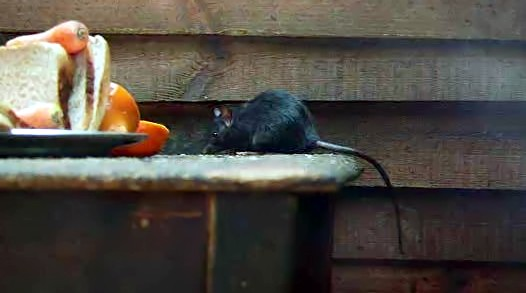